# Cabuyao
Cabuyao ist eine philippinische Stadt in der Provinz Laguna, in der Verwaltungsregion IV, Calabarzon. Sie hat 308.745 Einwohner (Zensus 1. August 2015), die in 18 Barangays lebten. Sie wird als Gemeinde der ersten Einkommensklasse auf den Philippinen und als urbanisiert eingestuft. 
Cabuyaos Nachbargemeinden sind Calamba City im Süden, Silang im Westen, Santa Rosa City im Norden. Die Topographie der Stadt ist gekennzeichnet durch Flachländer und sanfthügelige Landschaften. Im Osten grenzt die Gemeinde an den größten Binnensee der Philippinen, den Laguna de Bay. 

## Baranggays
| - Baclaran - Banaybanay - Barangay Uno (Pob.) - Barangay Dos (Pob.) - Barangay Tres (Pob.) - Banlic - Bigaa - Butong | - Casile - Gulod - Mamatid - Marinig - Niugan - Pittland - Pulo - Sala - San Isidro - Diezmo |

## Weblink
- Informationen der Philippine Statistics Authority über Cabuyao